# ВКС (Ковель)
ВКС (пол. Wojskowy Klub Sportowy Kowel) — польський футбольний клуб з Ковеля (зараз — Волинська область, Україна).

## Історія
У першому розіграші Люблінської районної ліги (1922) ВКС Ковель виступав у Клясі «Б». Наступного року, разом з «Люблінянкою» та ВКС Замостя, виборов путівку до Кляси «А». У 1924 року був найближчим до виступів у фінальній частині чемпіонату Польщі, завершивши сезон у Клясі «А» на другому місці й поступився лише «Люблінянці». На той час це був найкращий результат серед клубів з Волині. Протягом наступних років був одним з найсильніших клубів Волині, разом з колективами з Рівного («Галерчик» та «Сокул»), а також єдиним діючим футбольним клубом з Ковеля. У 1930 році взяв участь в історичному дербі Ковеля в Клясі «А», проти «Сокула».

## Статистика виступів
У таблиці, наведеній нижче, подано місця, які ВКС займав у 1922—1931 роках
| Сезон | Виступи в чемпіонаті | Виступи в чемпіонаті                      | Виступи в чемпіонаті | Примітки                                                         |
| Сезон | Чемпіонат            | Чемпіонат                                 | Місце                | Примітки                                                         |
| ----- | -------------------- | ----------------------------------------- | -------------------- | ---------------------------------------------------------------- |
| 1922  | III                  | Кляса «Б» (Люблінська РЛ)                 | 2/7                  |                                                                  |
| 1923  | III                  | Кляса «Б» (Люблінська РЛ)                 | 2/6                  |                                                                  |
| 1924  | II                   | Кляса «А» (Люблінська РЛ)                 | 2/5                  | Найкращий результат серед клубів Волині                          |
| 1925  | не виступав          | не виступав                               | не виступав          | не виступав                                                      |
| 1926  | II                   | Кляса «А» (Люблінська РЛ)                 | 4/6                  |                                                                  |
| 1927  | II                   | Кляса «А» (Люблінська РЛ)                 | 6/7                  |                                                                  |
| 1928  | II                   | Кляса «А» (Львівська РЛ, підгрупа Волинь) | 3/4                  |                                                                  |
| 1929  | II                   | Кляса «А» (Львівська РЛ, підгрупа Волинь) | 1/5                  | Найкращий результат серед клубів Волині.                         |
| 1930  | II                   | Кляса «А» (Волинська РЛ)                  | 5/6                  | Перше ковельське дербі між ВКС та Сокулем у польських змаганнях. |
| 1931  | II                   | Кляса «А» (Волинська РЛ)                  | 7/7                  |                                                                  |